# مانوئل اولیوارس
مانوئل اولیوارس (انگلیسی: Manuel Olivares; ۲ آوریل ۱۹۰۹ – ۱۶ فوریهٔ ۱۹۷۶) بازیکن فوتبال اهل اسپانیا بود.
از باشگاه‌هایی که در آن بازی کرده‌است می‌توان به باشگاه فوتبال رئال مادرید، باشگاه فوتبال رئال ساراگوسا، باشگاه فوتبال دپورتیوو آلاوس، باشگاه فوتبال رئال سوسیداد، باشگاه فوتبال هرکولس، باشگاه فوتبال رئال ساراگوسا، باشگاه فوتبال مالاگا، و باشگاه فوتبال رئال بتیس اشاره کرد.
وی همچنین در تیم ملی فوتبال اسپانیا بازی کرده‌است.